# San Rocco (Nápoly)
A San Rocco egy nápolyi templom. 1578-ban építették, majd 1977-ben újították fel. A templom belsőjének díszítései közül figyelemre méltó a faragott márvány főoltár valamint egy 18. századi Szent Rókust ábrázoló szobor.